# Битчевская синагога

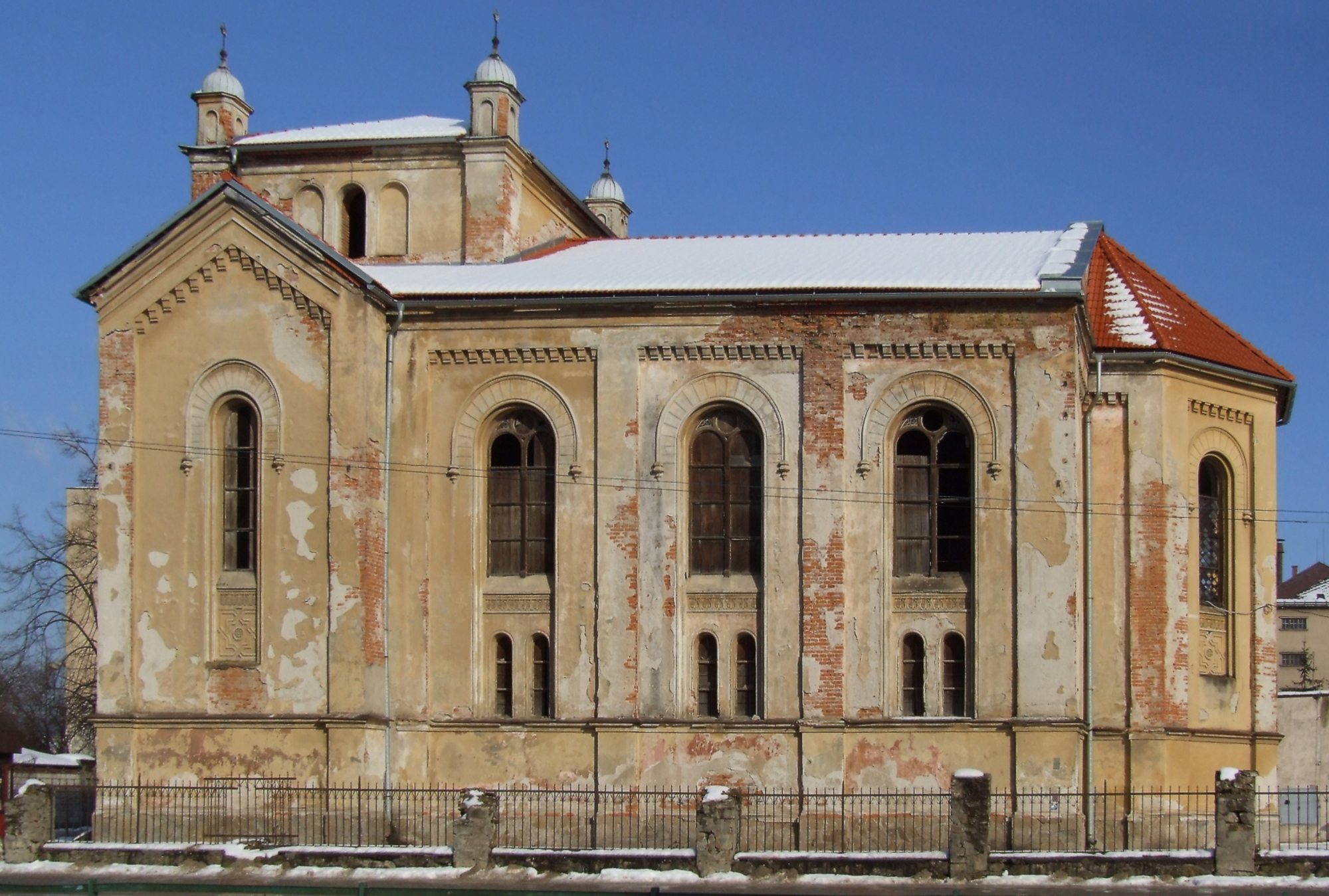

Битчевская синагога — заброшенное здание бывшей синагоги в словацком городе Битча. Синагога возведена в неороманско-мавританском стиле в 1886 году на пожертвования предпринимателя барона Поппера (Леопольд Поппер фон Подгари), известного также строительством узкоколейной дороги в городе Выгода.